# Fabien Rodhain
Pour les articles homonymes, voir Rodhain.
Fabien Rodhain, né le 22 juin 1966 à Metz est un scénariste français de bande dessinée.

## Biographie
Fabien Rodhain, installé depuis plusieurs années à Grane dans la Drôme, est un acteur engagé pour la Transition Ecologique et Humaine, auteur de romans et de pièces de théâtre. Il signe son entrée dans l’univers de la BD avec le scénario de la saga Les Seigneurs de la Terre,, dessinée par Luca Malisan et dont le premier tome paraît en 2016. Il s'associe ensuite avec Alcante et Francis Vallès pour la saga historique Les Damnés de l'or brun sur l’univers du chocolat. En 2024, il cosigne le scénario de Whisky San toujours avec Alcante.

## One-shots
- Whisky San[6],[7],[8],[9], Bamboo, coll. « Grand Angle », Charnay-lès-Mâcon, 28 février 2024
Scénario : Alcante et Fabien Rodhain - Dessin : Alicia Grande - Couleurs : Tanja Wenisch -  (ISBN 978-2-8189-8867-1)

## Séries

### Les Seigneurs de la Terre
- 1. L'appel de Cérès, Glénat, France, 10 février 2016
Scénario : Fabien Rodhain - Dessin : Luca Malisan - Couleurs : Paolo Francescutto - (ISBN 978-2-344-00763-1)
- 2. To bio or not to bio, Glénat, France, 28 septembre 2016
Scénario : Fabien Rodhain - Dessin : Luca Malisan - Couleurs : Paolo Francescutto - (ISBN 978-2-344-01367-0)
- 3. Graines d'espoir, Glénat, France, 6 septembre 2017
Scénario : Fabien Rodhain - Dessin : Luca Malisan - Couleurs : Paolo Francescutto - (ISBN 978-2-344-02280-1)
- 4. Au nom du vivant !, Glénat, France, 29 août 2018
Scénario : Fabien Rodhain - Dessin : Luca Malisan - Couleurs : Paolo Francescutto - (ISBN 978-2-344-02845-2)
- 5. Science sans conscience..., Glénat, France, 19 août 2020
Scénario : Fabien Rodhain - Dessin : Luca Malisan - Couleurs : Aretha Battistutta - (ISBN 978-2-344-03658-7)
- 6. Résilience, Glénat, France, 23 février 2022
Scénario : Fabien Rodhain - Dessin : Luca Malisan - Couleurs : Aretha Battistutta - (ISBN 978-2-344-04303-5)

### Les Damnés de l'or brun
- 1. Salvador, 1822, Glénat, France, 4 mai 2022
Scénario : Alcante et Fabien Rodhain - Dessin : Francis  Vallès - Couleurs : Christian Favrelle - (ISBN 978-2-344-04176-5)
- 2. Sao Tomé, 1850, Glénat, France, 10 janvier 2024
Scénario : Alcante et Fabien Rodhain - Dessin : Francis  Vallès - Couleurs : Christian Favrelle - (ISBN 978-2-344-04568-8)
- 3. Paris, 1878, Glénat, France, 28 mai 2025
Scénario : Alcante et Fabien Rodhain - Dessin : Francis  Vallès - Couleurs : Christian Favrelle - (ISBN 978-2-344-05613-4)